# 울프 장군의 죽음
울프 장군의 죽음(The Death of General Wolfe)은 영미 작가로 잘 알려진 1770년 벤저민 웨스트의 그림이다. 7년 전쟁의 북미 전장이 된 프렌치 인디언 전쟁에서 1759년에 발발한 아브라함 평원 전투에서 전사한 영국 장군 제임스 울프의 죽음을 묘사한 그림이다. 이 그림은 계몽주의 시대의 캔버스에 그린 유화이다. 웨스트는 1771년 영국의 조지 3세에게 거의 동일한 장면을 추가로 그렸다.

## 역사적 배경
울프 장군의 죽음은 1759년 9월 13일에 아브라함 평원 전투라고 알려진 퀘벡 전투를 묘사했다. 이 전투는 7년 전쟁의 중추적 사건이었으며, 북미에서 프랑스 식민지의 운명을 결정했다.
전투는 불과 15분밖에 지속되지 않았으며, 영국 육해군과 프랑스군 사이에 벌어졌다. 영국군은 울프 장군에게 명령 받았다. 영국군은 프랑스군을 상대로 전투에서 승리를 거두었지만 울프 장군은 여러 발의 총상을 입고 사망했다.
그의 죽음으로, 울프 장군은 국가적 영웅이라는 명성을 얻었고 18세기 후반 북미에서 7년 전쟁과 영국 지배의 상징이 되었다.

## 세부
웨스트는 울프 장군을 그리스도와 같은 인물로 묘사했다. 이 그림은 깃발의 꼭대기(꼭지점)와 남자들의 위치에 의해 만들어진 삼각형의 구도를 가지고 있다. 그것은 성모 마리아에게 안겨 있는 ‘예수의 애도’ 장면과 흡사하다.
헤비 스미스 대위는 울프의 오른팔을 쥔 것으로 그려져 있다.
울프 장군을 바라보면서 주먹을 턱에 괴고 무릎을 꿇고 있는 그림 속의 원주민 전사의 묘사는 다양한 방식으로 분석되었다. 예술에서 사람의 얼굴을 손으로 만지는 것은 깊은 생각과 지능의 표시이다.(로댕의 생각하는 사람과 같이) 어떤 이들은 ‘고귀한 야만’의 개념(Fryd, 75)에 의해 영감을 받은 이상화라고 생각한다. 그림에서 전사를 묘사하기 위한 모델로 사용된 원 의상은 대영 박물관의 컬렉션(웨스트의 다른 회화에서 사용된 추가 원주민 인공물)에서 찾을 수 있다.
울프가 쓰러진 땅 전면에는 그의 머스킷, 카트리지 상자, 총검이 있다. 울프는 비록 고급스런 머스킷을 가지고 있긴 하지만 그의 병사들과 같은 무장을 하고 전투에 뛰어들었다. 그의 옷차림도 중요하다. 그는 빨간 코트, 빨간 양복 조끼, 빨간 바지, 흰 셔츠를 입고 있다. 그러한 복장은 특히 지휘관에겐 다소 검소한 복장이다. 파란 재킷을 입은 울프 옆에는 토마스 힌데 박사가 있다. 그는 울프의 상처에서 출혈을 막으려고 하고 있다. 결국 장군은 의사의 품에서 죽게 된다.
배경으로는, 그리고 울프를 둘러싼 남자들의 왼쪽에는 뛰어오는 병사가 묘사되어 있다. 그는 자신의 관심을 끌기 위해 모자를 손으로 흔들고 있고, 다른 손으로 프랑스의 상징인 플뢰르 드 리스(백합문장, 프랑스의 상징)로 포착된 깃발을 달고 있다. 그것은 죽어가는 울프에게 전달된 프랑스군을 물리쳤다는 소식의 상징인 것이다.
제78 프레이저 하이랜더 보병부대의 사이먼 프레이저 중령(초록색 제복을 입은 남자- 윌리엄 존슨 경으로 밝혀짐- 뒤에 있다)이 포함한 된 것도 흥미롭다. 왜냐하면 울프가 항상 프레이저 연대를 칭찬해 왔었기 때문이다. 그러나 당시 프레이저는 이전 전투로 부상에서 회복 중이었기 때문에 그 전투에는 참가하지 않았다. 그림에서 프레이저는 그의 연대에서 착용했을 것으로 추정되는 프레이저 타탄을 착용하고 있다. 묘사된 전체 인원 14명의 남성 중 4명만 실제 전장에 있었다.
이 장면에서 웨스트가 묘사한 복장은 당시에 매우 논쟁이 많았다. 그 사건이 비교적 최근 - 11년 밖에 안 되었지만 그 주제는 현대적 복장이 적합하지 않은 역사화의 장르에 대한 적절한 예가 되었다. 그림을 그리는 동안 조슈아 레이놀즈 경을 비롯한 여러 영향력 있는 사람들이 고전적인 옷차림을 하도록 지시했으며, 완료 후 조지 3세는 현대식 의상으로 인해 사건의 존엄성이 손상되었기 때문에 그것을 구매하지 않았다. 그러나 작품은 결국 모든 반대를 극복하고 역사화에서 역사적으로 보다 정확한 관행을 시작하도록 도왔다.

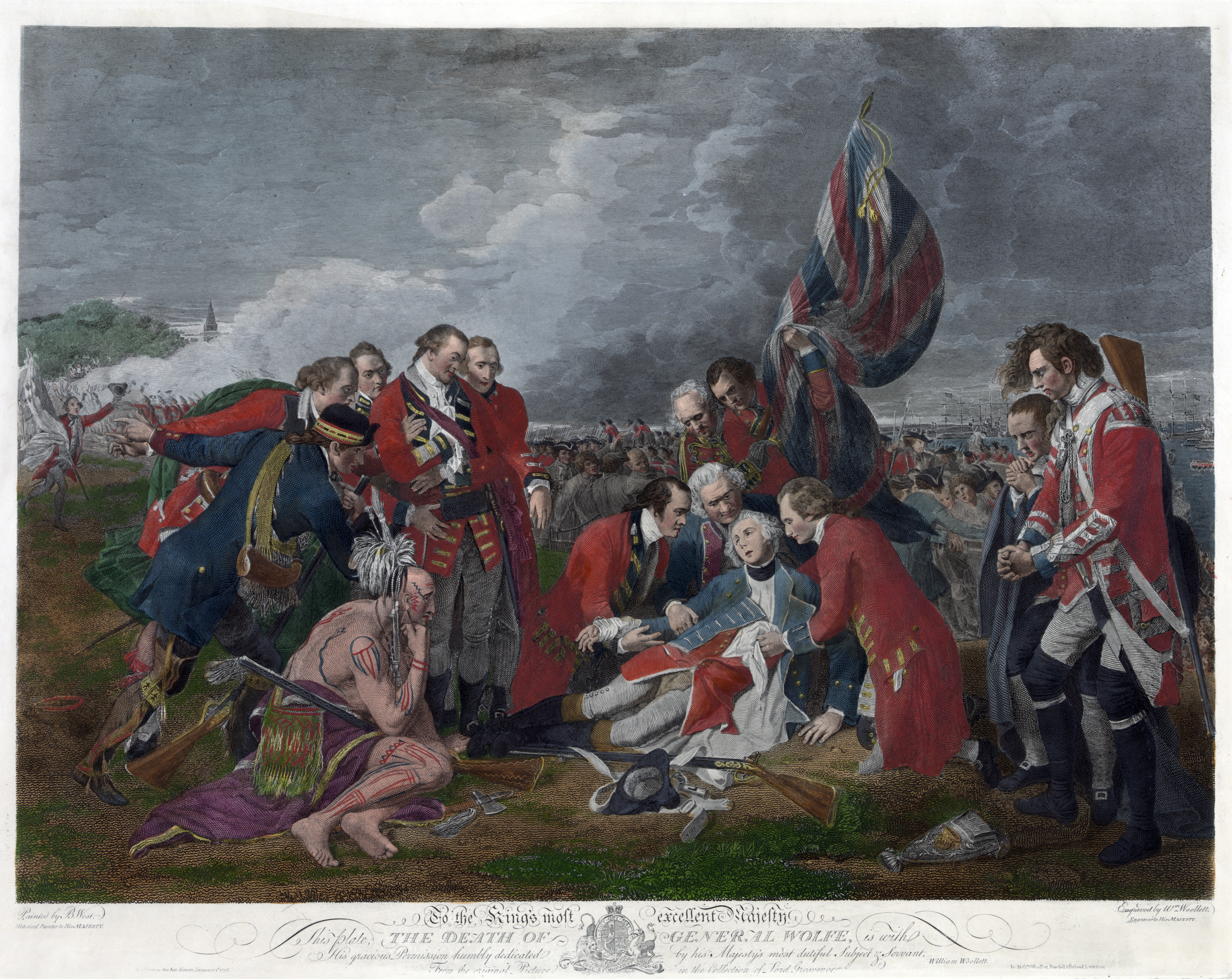
윌리엄 울렛의 판화는 가장 유명한 웨스트 원작의 모작이며, 전 세계에 유명해졌다.

이 그림은 원래 영국 런던의 왕립미술원에서 전시되었다. 1921년에 제1차 세계 대전에 대한 공로로 캐나다에 공여되었다.
윌리엄 울레트의 판화는 웨스트의 원본 그림 중 가장 잘 알려진 사본이었고, 전 세계적으로 인기를 얻었다. 판화의 흑백 사본은 스코틀랜드 애런섬의 브로딕성에 있다.

## 모작
웨스트는 원작 외에도 워프 장군의 죽음에 대한 부가적인 판들을 적어도 네 편 이상 제작했다. 울프 장군의 죽음의 주요 사본은 현재 캐나다 국립미술관에 소장되어 있으며, 온타리오 왕립 박물관(캐나다 아트 컬렉션)과 미시건 미술박물관에서 전시되어 있다. 제작된 네 번째 사본은 잉글랜드 서퍽의 익워스 하우스에 있다. 각각의 복제물은 울프의 죽음을 묘사할 때 그 자체만의 변형이 있었다. 다섯 번째 서명 사본은 1771년에 조지 3세가 의뢰한 것이고, 아직도 왕실컬렉션으로 있다.

## 참고 문헌
- Ayers, William, ed., Picturing History: American Painting 1770–1903, ISBN 0-8478-1745-8
- Fryd, Vivien Green. "Rereading the Indian in Benjamin West's 'Death of General Wolfe.'" American Art, Vol. 9, No. 1. (Spring, 1995), pp. 72–85. Online document from Jstor
- Montagna, Dennis. "Benjamin West's The Death of General Wolfe: A Nationalist Narrative", American Art Journal (Volume 13, Number 2, 1981): 72–88.